# Psycho II
Psycho II är en amerikansk skräckfilm från 1983, i regi av Richard Franklin. Filmen är en fortsättning på filmen Psycho från 1960. År 1986 kom ytterligare en Psycho-film med namnet Psycho III, återigen med Anthony Perkins som karaktären Norman Bates.

## Handling
Efter 22 år på mentalsjukhus skrivs Norman Bates (Anthony Perkins) ut. Det hjälper inte att Marions syster (även denna gång spelad av Vera Miles) protesterar. Norman återvänder till sitt spöklika hus, samt får arbete på en restaurang. Där arbetar också den söta Mary (Meg Tilly), som saknar bostad. Norman erbjuder henne att bo i hans hus, eftersom där finns gott om plats, men dessvärre tycks Normans mor fortfarande spöka.

## Rollista (i urval)
- Anthony Perkins – Norman Bates
- Vera Miles – Lila Loomis
- Meg Tilly – Mary Samuels
- Robert Loggia – Dr. Bill Raymond
- Dennis Franz – Warren Toomey
- Hugh Gillin – John Hunt, sheriff
- Lee Garlington – Myrna
- Claudia Bryar – Emma Spool